# Château-Perret
Le Château-Perret, est situé  à flanc de pente, dominant la vallée de la Saône, sur les communes de Collonges-au-Mont-d'Or et de Saint-Cyr-au-Mont-d'Or dans le département français du Rhône en région Auvergne-Rhône-Alpes.

## Description
Le château, une folie du XIXe siècle, est flanqué de trois tours surmontées de toitures en flèche: une tour carrée au centre de la façade occidentale, une autre tour carrée côté sud et une tour ronde côté nord.
La façade orientale est précédée d'une terrasse et d'un escalier en arc de cercle.
Le domaine est une propriété privée et ne se visite pas.

## Historique

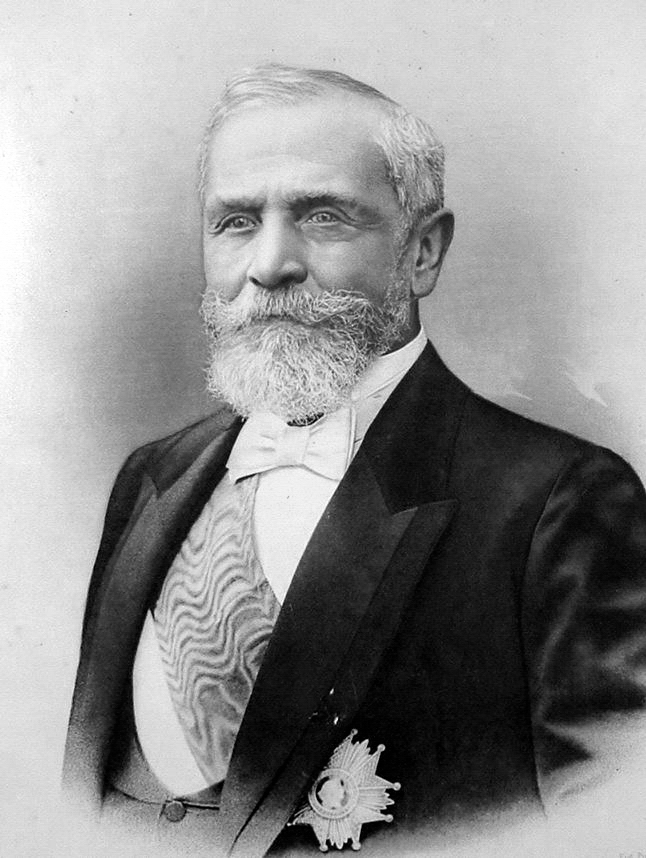
Émile Loubet

Un premier château est construit sur le fief de la Chaux[Quand ?]. Au début du XVIIe siècle, Jean de Raverie est seigneur de Vaise et de la Chaux, trésorier général de France en la généralité de Lyon. À l'époque révolutionnaire, le comte Guillet de Moidière acquiert la propriété par mariage, laquelle passe aux mains des de Maupeou dans la première moitié du XIXe siècle. Dans la seconde moitié de ce siècle, le propriétaire est le comte de Chambray, auditeur à la cour des comptes. En 1870 l'industriel Jean-Baptiste Perret (1815 - 1887) acquiert le domaine. Il fait démolir l'ancienne demeure et construire la résidence actuelle, qui porte son nom. En 1902 sa veuve Victoire Dupont de la Tuilerie, ayant perdu son fils unique Paul Michel, laisse pour héritiers Émile Loubet, président de la République, qui y avait résidé plusieurs fois, Hermann Sabran et Félix Mangini. Le président vient incognito en 1904 pour prendre possession du château, arrive en train spécial à la gare de Collonges où l'attend une fanfare pour une réception organisée par la municipalité et les sociétés locales. Le 27 juin 1928, le château, qui appartient à Louis Canavy, est victime d'un incendie occasionnant pour six cent mille francs de dégâts. En 1972, Le domaine devient un centre hospitalier.